# Potilla
Potilla oder Potilla und der Mützendieb ist eine frühe, illustrierte Erzählung Cornelia Funkes für Kinder zwischen 8 und 11 Jahren.

## Inhalt
Arthur verbringt seine Ferien bei seiner Tante, seinem Onkel und seinen beiden Vettern, den Zwillingen Benno und Bruno. Nebenan wohnt Esther, ein Mädchen mit rotem Haar.
Potilla, eine Feenkönigin, lebt mit ihrem Volk in einem Wald. Dort liegt ihr Feenhügel, am Rande einer Lichtung, verborgen unter Haselnuss und Schwarzdorn. An einem Abend, während sie im Mondlicht singen und tanzen, überfällt sie ein Unhold, klaut ihnen die Mützen und verschafft sich Zugang zum Feenreich. Dort kann er leben und wird wieder jung bleiben. Danach, wenn er wieder alt wird, sucht er sich den nächsten Hügel. So geht sein Spiel.
Arthur, der an diesem Abend durch den Wald spaziert, bekommt mit, wie der Unhold einen alten Socken verknotet und in das Dickicht wirft. Er hebt das absonderliche Bündel auf, versteckt es unter seinem T-Shirt und rennt nach Hause. Zu Hause, auf seinem Zimmer öffnet er den Socken. Arthur traut seinen Augen nicht, erst kommen zwei Beinchen, nicht dicker als ein Bleistift, dann ein schmaler Oberkörper mit einem in allen Farben schillernden Kleid und ein Kopf, umgeben von Haaren, fein wie Spinnenweben. Potilla ist ihr Name und Arthur mehr als verwirrt. Erst weiß er gar nicht, was er mit ihr machen soll, dann aber trägt er sie immer als seine sogenannte „Puppe“ mit sich rum.
Potilla  macht sich große Sorgen um ihren Wald und um ihr Volk. Doch als sie Esther zu Gesicht bekommt, hat sie den vielleicht rettenden Plan; Esther hat rotes Haar, auch Zauberhaar, mit diesem kann Potilla Mützen stricken, mit denen sie in den Hügel gelangen und ihr Volk retten könnten. Ihr Plan ist an einer Vollmondnacht, die bald ist, um genau Mitternacht in den Wald zu gehen und Potillas Hügel zu retten. Das wird auch höchste Zeit, denn der Wald verändert sich, und nicht alle Tiere sind Feenfreunde. Da gibt es aber noch ein Problem: Benno und Bruno. Die beiden wollen unbedingt Potilla, die Puppe, einmal ausleihen und mit ihr spielen. Doch Arthur bleibt hart und gibt sie nicht her. Und genau da passiert es; an dem Abend, als sie in den Wald gehen wollen und gerade versuchen aus dem Haus zu schleichen, lauern ihnen Benno und Bruno auf. Potilla ist sehr wütend und verzaubert die beiden in Gummibärchengröße, und Arthur steckt sie in eine Nadeldose. Alle zwei, mit der Nadeldose in Arthurs Jackentasche, gehen zum Wald. Zum Hügel allerdings reiten sie auf Wildschweinen. 
Am Hügel angelangt werden die beiden Kinder in Potillas Größe verzaubert. Dank der Mützen können sie alle in den Hügel eintreten. Alle können die Schäden, die der Unhold angerichtet hat, sehen; die Blumen welken, keine Vögel singen, das Fell der Tiere ist matt, und die Feenhütten am Rand der Lichtung stehen leer. Durch einen langen und aufregenden Weg gelangen sie zum Herz des Hügels; ein Turm mitten in einem See. Neben den Stufen, die den Turm hinauf führen, ist ein schwarzes Loch. Dies ist kein übliches, man kann seinen Atem hören und man wird von ihm angezogen; es ist die Ewigkeit. Oben auf dem Turm schläft ein junger Mann, er sieht nicht böse aus, doch er schläft auf den Mützen. Als Potilla ihn versucht zu verzaubern, wacht er auf. Sie leisten sich ein Wortgefecht, doch dann wirft er eine Mütze in den See. Arthur hat eine brillante Idee: Er holt die Zwillinge aus der Nadeldose, und diese werden sofort wieder groß. Der Unhold flüchtet die Stufen des Turmes hinunter, doch bei jedem Schritt wird er langsamer und älter. Als er die Stufen wieder hinaufsteigt, wird er wieder jünger. Das ist Potillas Rache, aber in diesem Hamsterrad möchte der junge Mann nicht gefangen sein und springt in das schwarze Loch, die Ewigkeit. 
Potillas Volk kann wieder dort leben, denn sie bekommen ihre Mützen wieder. Doch Arthur, Esther und die Zwillinge müssen wieder in ihre Welt. Das Einzige, was bleibt, ist die Erinnerung und die roten Mützen. Und da sind sich Arthur und Esther sicher: Sie werden wieder einmal in den Hügel kommen.

## Ausgaben
- gebundene Ausgabe, Cecilie Dressler Verlag 2004. ISBN 978-3-791-50466-7
- Taschenbuchausgabe, Fischer Verlag 2005. ISBN 978-3-596-80260-9
- gebundene Ausgabe (in der Süddeutschen Zeitung herausgegebenen Reihe "SZ Junge Bibliothek"). ISBN 978-3-866-15109-3
- Hörbuch mit 3 CDs, gelesen von der Autorin, Jumbo Neue Medien 2005. ISBN 978-3-833-71232-6